# Ciecierki
Ciecierki (biał. Цяцеркі; ros. Тетерки) – wieś na Białorusi, w rejonie brasławskim obwodu witebskiego, około 17 km na południowy wschód od Brasławia; siedziba sielsowietu.

## Historia
Po III rozbiorze Polski w 1795 roku Ciecierki, wcześniej należące do województwa wileńskiego Rzeczypospolitej, znalazły się na terenie powiatu dziśnieńskiego (ujezdu) guberni mińskiej, a od 1843 roku – guberni wileńskiej Imperium Rosyjskiego (w gminie Ikaźń). Po ustabilizowaniu się granicy polsko-radzieckiej w 1921 roku Ciecierki wróciły do Polski, znalazły się w gminie Jody w powiecie dziśnieńskim województwa nowogródzkiego. 1 stycznia 1926 roku gminę wyłączono z powiatu dziśnieńskiego i przyłączono do powiatu brasławskiego w województwie wileńskim. Od 1945 roku – w ZSRR, od 1991 roku – na terenie Republiki Białorusi.
Liczba ludności miejscowości kształtowała się następująco:
- 1900 – 59 dusz rewiz.[4]
- 1921 – 329 osób, 275 wyznania rzymskokatolickiego, 33 prawosławnego, 21 staroobrzędowego. Jednocześnie 275 mieszkańców zadeklarowało polską przynależność narodową a 54 białoruską. Było tu 59 budynków mieszkalnych[5].
- 1931 – 320 osób, 60 budynków mieszkalnych[6].
- 2003 – 243
- 2009 – 193[7].

## Dawny dwór Zajnów
Kilkaset metrów na zachód od Ciecierek do II wojny światowej istniała siedziba majątku Zajnów (zwanego też Zajnowo, biał. Зайнова; ros. Зайново) zaznaczona jeszcze na mapie WIG z 1932 roku.
W 1597 roku była to własność Bohusza Kopcia, od co najmniej 1605 roku władała majątkiem rodzina Wołłowiczów, kiedy dziedzicem był Andrzej Wołłowicz, w 1608 – Piotr Wołłowicz, a w 1646 – Mikołaj Wołłowicz. Następnie Zajnów został wniesiony w posagu jego bratanicy Ludwiki (córki Władysława) mężowi Danielowi Gotardowi Broel-Platerowi. Po jego śmierci majątek odziedziczył syn Daniela z drugiego małżeństwa Jan Wilhelm Plater (1676–1757), a po nim – jego syn Wilhelm Jan (1715–1769), który przekazał go swej córce Rozalii (~1750–1814). Rozalia sprzedała tę schedę około 1788 roku Tomaszowi Światopełk-Mirskiemu (1738–?), który wkrótce odsprzedał nowo nabyte dobra swemu szwagrowi Tadeuszowi Mirskiemu (~1720–?). Dziś nie wiadomo, w jaki sposób następnym właścicielem majątku stał się Aleksander Paulin Mirski (1745–?). Po nim dobra odziedziczył jego syn Ignacy Fabian (1781–1853), a po nim – jego syn Kornel Mirski, który jednak wstąpił do zakonu i swój majątek oddał swemu młodszemu bratu, Piotrowi (1822–?). Czworo dzieci Piotra było prawdopodobnie ostatnimi właścicielami Zajnowa do I wojny światowej, później majątek prawdopodobnie został rozparcelowany.
Na początku XIX wieku, a być może wcześniej, wzniesiono w Zajnowie drewniany, parterowy dwór na niewysokiej, tynkowanej podmurówce. Na osi frontowej budynku był portyk z dwiema parami toskańskich, masywnych kolumn. Ich kwadratowe bazy stały na tarasie, do którego prowadziło 6 stopni. Kolumny były zwieńczone trójkątnym szczytem. Dom był szalowany poziomymi deskami w naturalnym kolorze. Elewacja ogrodowa była znacznie dłuższa niż frontowa (o 4 osie) i była urozmaicona w części centralnej głębokim podcieniem, w którym dach wspierało osiem grubych kolumn. Wewnętrzna elewacja galerii podcieniowej miała dekorację neogotycką. Obie części domu były przykryte kombinacją gładkich czterospadowych dachów pobitych gontami z dwiema lukarnami i czterema symetrycznymi kominami.
Dom wraz z wielkim dziedzińcem od strony podjazdu stał na niewielkim wzgórzu. Na dziedzińcu był gazon, po jego prawej stronie była oficyna z wysokim dachem. Dwór był otoczony parkiem, w którym rosły stare drzewa iglaste i liściaste.
Majątek Zajnów został opisany w 4. tomie Dziejów rezydencji na dawnych kresach Rzeczypospolitej Romana Aftanazego.